# Hymenophyllum perparvulum
Hymenophyllum perparvulum är en hinnbräkenväxtart som beskrevs av Cornelis Rugier Willem Karel van Alderwerelt van Rosenburgh. Hymenophyllum perparvulum ingår i släktet Hymenophyllum och familjen Hymenophyllaceae. Inga underarter finns listade.